# Woudmeesterslegende

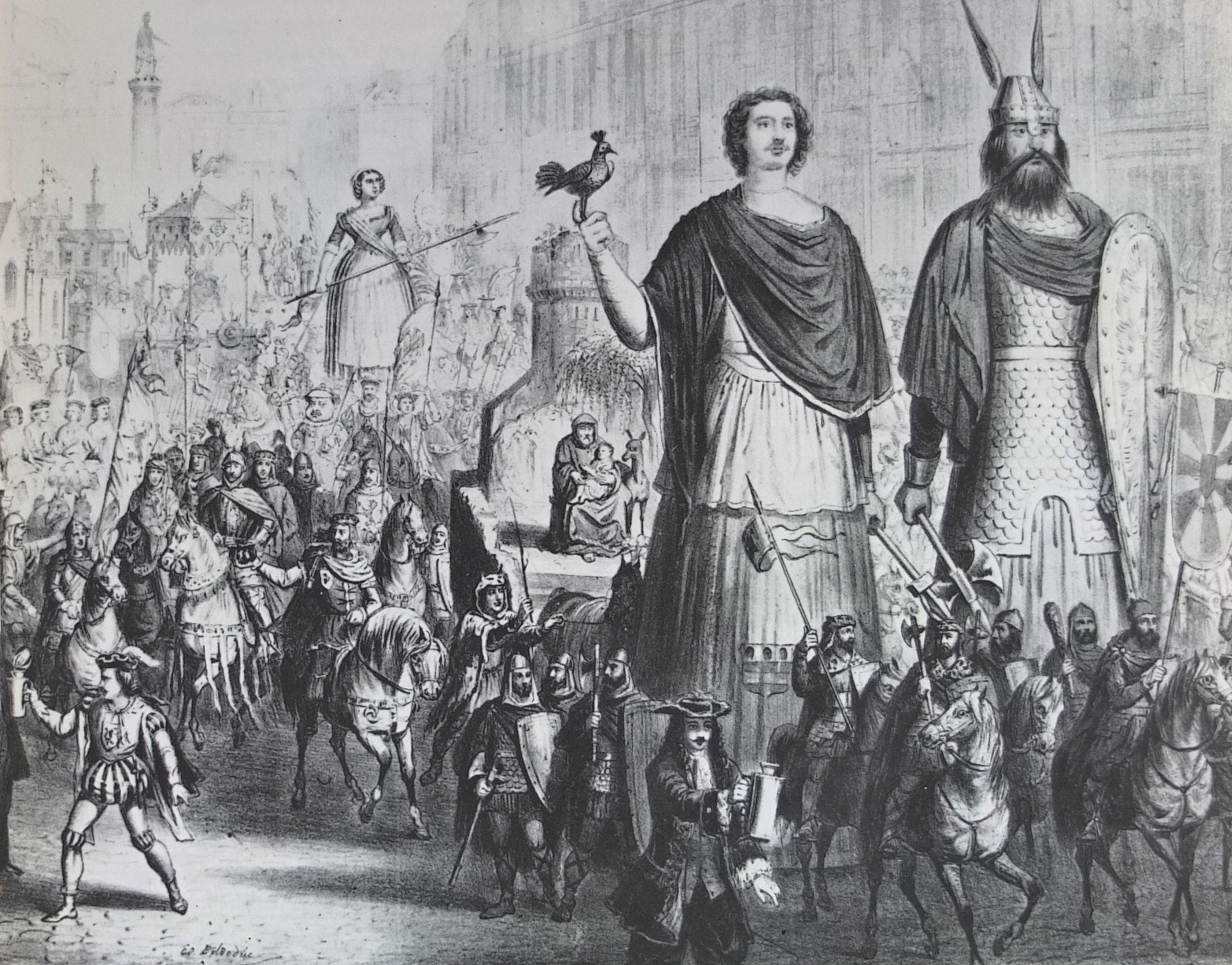
De reuzen Lydéric en Phinaert in een 19e-eeuwse stoet in Rijsel. Liederik is de legendarische stichter van de stad.

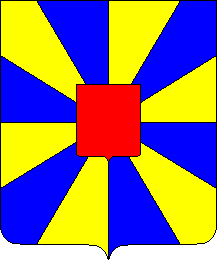
Vermeend wapenschild van de forestiers van Vlaanderen.

De woudmeesters-, woudgraven- of forestierslegende is een genealogische oorsprongsmythe van de graven van Vlaanderen, ontstaan in de 11e en 12e eeuw. De legende voert het grafelijk huis via Boudewijn met de IJzeren Arm terug op een zekere Liederik, die aanvankelijk als de eerste graaf en nadien als woudmeester (forestarius) wordt betiteld. Deze 'forestiers' zouden voor de Karolingers het Methelawoud in de Vlaanderengouw hebben beheerd. Dit werd voor waarheid aangenomen tot Alexandre de Saint-Léger in 1904 het verhaal doorprikte als een legende gefabriceerd uit personen die werkelijk hadden bestaan.

## Ontwikkeling van de legende
Het oudste afstammingsgeschrift over de graven van Vlaanderen is de Genealogia Arnulfi comitis Flandriae, opgesteld kort na 960-962. Het benadrukt de band van het Vlaamse huis met de Karolingers via Judith van West-Francië, maar maakt geen melding van Liederik, Ingelram of Odoaker. Het eerste geschrift waarin zij opduiken – zij het enkel hun namen – is de 11e-eeuwse Genealogia comitum Flandrensium. Men poogde op basis van kloosterannalen en rijksverordeningen de inheemse wortels van de dynastie op te helderen en zover mogelijk terug te voeren. Dit leverde een reeks voorouders van Boudewijn met de IJzeren Arm op, die uiteindelijk als voorgangers werden gepresenteerd. In zijn Liber Floridus (ca. 1100-ca. 1121) stelde Lambert van Sint-Omaars dat graaf Liederik van Harelbeke in 792 een bosrijk, woest en ledig gebied had aangetroffen en in bezit genomen. Hij noemde Liederik onomwonden de eerste graaf van Vlaanderen. Een halve eeuw later kwam in de Sint-Bertijnsabdij de Flandria Generosa tot stand, die deze zienswijze integraal overnam.
Onder koning Filips II Augustus vond een Franse machtsuitbreiding plaats, die de grote vazallen bedreigde en in 1191 haast het einde van Vlaanderen betekende. In deze context was er behoefte aan een genealogie die de Vlaamse onafhankelijkheid en superioriteit ten opzichte van de Capetingers benadrukte. Andreas van Marchiennes nam in 1196 de voorgangers uit het Liber Floridus en maakte ze historisch wat realistischer door ze te betitelen als woudmeesters in Karolingische dienst. Deze legitimering, steundend op ouderdom en binding aan de grond, was een nuttige aanvulling op de Karolingische afstamming, die 'slechts' in vrouwelijke lijn gold via Judith. Ook kan het grafelijk kapittel van Harelbeke een rol hebben gespeeld. Daar was een Liederik begraven die men maar al te graag met de geschreven bronnen in verband wilde brengen. Waar Jacob van Maerlant in zijn Spiegel Historiael nog twijfelde tussen graven en woudmeesters, werd de laatste versie weldra officieel. Dit waren voortaan de protagonisten:
| Periode   | Forestier |
| --------- | --------- |
| 792 - 836 | Liederik  |
| 836 - 852 | Ingelram  |
| 852 - 864 | Odoaker   |

De woudmeesterslegende werd in deze vorm officieel gepromoot en kende nog een laatmiddeleeuwse uitbreiding nadat de Bourgondiërs in 1384 graaf van Vlaanderen waren geworden. In de Flandria generosa C kregen de forestiers nog meer voorouders om hen met de Merovingers te verbinden. Het nieuwe startpunt was nu het jaar 621 en de eerste forestier Liederik van Lisle-lez-Buc, een zoon van Salvardus (Salvaert) van Dijon en Ermengaldis (Ermengaerd) van Rousillon. De reus Finaert vermoordde Salvaert, maar Liederik, grootgebracht op hindemelk, doodde de reus en stichtte Rijsel. Na hem kwamen Antonius, Burchard (Bosschaert) en Estoredus. De nieuwe woudmeesterslegende was een typisch vergiliaanse oorsprongsmythe, beginnend bij de val van Troje, een zwerftocht en een goddelijke voorspelling van de macht. Een latere versie begon in 580 en Nicolaas Despars liet Amphigius, de eerste heer van Buc, teruggaan tot 405.

## In het onderwijs
Pastoor H. Callewaert van Harelbeke behoorde tot de historici die in de 20e eeuw nog aan het bestaan van de forestiers geloofden. In 1956 gaf hij een leerboek over de geschiedenis van Harelbeke uit, bedoeld ten gebruike van de lokale jongens- en meisjesscholen. Het schoolboek was voorzien van een atlas en prenten over Harelbeke in de periode 792-1100, met Liederik als heer en stichter.

## In de kunst
Afbeeldingen van de drie forestiers Liederik, Ingelram en Odoaker komen voor in muurschilderingen in de Gravenkapel in Onze-Lieve-Vrouwekerk van Kortrijk en in de Sint-Salvatorskerk in Harelbeke.
Van Daan Inghelram verscheen in 1951 de roman De forestier, in 1969 opnieuw uitgegeven als De laatste forestier (Brussel: D.A.P. Reinaert Uitgaven).

## Voetnoten
1. ↑  Keesman 2017, p. 485-486
2. ↑  Keesman 2017, p. 488
3. ↑  Keesman 2017, p. 492
4. ↑  Antoon Viaene, Krocht en Kerk van Harelbeke, in: Biekorf, 1960, p. 90
5. ↑  H. Callewaert, Harelbeke - Begrippen van Locale Geschiedenis, Deerlijk, Deleersnyder-Timmerman, 1956